# تکن موبایل
تکن موبایل (به انگلیسی: Tekken Mobile) یک بازی ویدئویی به سبک مبارزه‌ای از مجموعه بازی‌های تکن بود که توسط باندای نامکو انترتینمنت ساخته و عرضه شده‌بود. این بازی در تاریخ ۱ مارس ۲۰۱۸، برای سیستم‌عامل‌های اندروید و آی‌اواس در سراسر جهان منتشر شد. تکن موبایل از فوریه ۲۰۱۹، دیگر قابل بازی و در دسترس نیست.

## شخصیت‌ها
- آکوما (بازشدنی و به‌روزرسانی) (شخصیت مهمان)
- الکس (بازشدنی و به‌روزرسانی)
- آنا ویلیامز (بازشدنی و به‌روزرسانی)
- آسوکا کازاما (بازشدنی)
- باب (بازشدنی و به‌روزرسانی)
- بروس اروین (بازشدنی)
- برایان فیوری (بازشدنی و به‌روزرسانی)
- کریستی مانترو (بازشدنی)
- کریگ مارداک (بازشدنی)
- الیزا (بازشدنی و به‌روزرسانی)
- فنگ وی (بازشدنی)
- دراگونوف هالووین (بازشدنی و به‌روزرسانی) (جدید)
- ایساک (بازشدنی) (جدید)
- جین کازاما (بازشدنی و به‌روزرسانی)
- کاتارینا آلوس (بازشدنی)
- کازویا میشیما
- کینگ ۲ (بازشدنی و به‌روزرسانی)
- لی چائولان (بازشدنی و به‌روزرسانی)
- لئو کلیسن (بازشدنی و به‌روزرسانی)
- امیلی د روشفور (بازشدنی)
- لینگ شائویو (بازشدنی)
- مارشال لا (بازشدنی)
- میگل کابایرو روهو (بازشدنی و به‌روزرسانی)
- موکوجین (به‌روزرسانی و غول آخر غیر قابل بازی)
- نینا ویلیامز
- پاندا (بازشدنی)
- پال فینکس (بازشدنی)
- رِوننت (غول آخر غیر قابل بازی) (جدید)
- رودئو (بازشدنی و به‌روزرسانی) (جدید)
- روبی (بازشدنی) (جدید)
- سرگئی دراگونوف (بازشدنی)
- شاهین (بازشدنی)
- استیو فاکس (بازشدنی)
- سامر آسوکا (بازشدنی و به‌روزرسانی) (جدید)
- سامر باب (بازشدنی و به‌روزرسانی) (جدید)
- سامر لی‌لی (بازشدنی و به‌روزرسانی) (جدید)
- سامر نینا (بازشدنی و به‌روزرسانی) (جدید)
- تتسوجین (به‌روزرسانی و غول آخر غیر قابل بازی)
- تایگر میاگی (بازشدنی) (جدید)
- یوئه (بازشدنی) (جدید)